# Club athlétique Brive Corrèze Volley
Pour les articles homonymes, voir Club athlétique Brive.
Le Club athlétique Brive Corrèze Volley est un club français de volley-ball basé à Brive, évoluant pour la saison 2020-2021 en Nationale 2 (4e niveau national).

## Historique
- 1966 : Création d’une section de volley-ball au sein de l’Étoile sportive briviste.
- 1982 : Rattachement de la section au Foyer culturel de Brive.
- 1983 : Création de l’association loi de 1901 : le Volley-club briviste.
- 1987 : Accession en Nationale 3.
- 1992 : Le VCB termine à la première place de la poule du Championnat de N3.
- 1993 : Montée des Féminines en N3 et l’équipe fanion masculine gagne la Coupe de France UFOLEP.
- 1995 : Équipe fanion championne de France de Nationale 3. Equipe UFOLEP Championne de France.
- 1996 : Accession en Nationale 2.
- 1997 : Accession en Nationale 1.
- 2000 : Les équipes de Régionale féminines et masculines évoluent en Nationale 3. Les Cadets sont Champions de la Coupe Grand Sud-Ouest.
- 2001 : L’équipe de N1 termine vice-championne de France avec Calais qui bénéficie du calcul du coefficient pour ravir la montée en PRO B à Brive.
- 2002 - 2006 : L’équipe joue les «places de choix» dans le championnat des play-off et se maintient en Nationale 1.
- 2008 - 2010 : PRO B.
- 2011 - 2014 : Nationale 1 puis Elite.
- 2015 - 2016 : Nationale 2.
- 2016 - 2017 : Elite.
- 2017 - 2018 : Nationale 2.
- 2018 - 2019 : Nationale 2.
- 2019 - 2020 : Nationale 2.
- 2020 - 2021 : Nationale 2.

## Effectifs

### Saison 2010-2011 (Nationale 1)
Entraîneur :  Steve Cholet

### Saison 2009-2010 (Ligue B)
Entraîneur :  Steve Cholet

### Saison 2008-2009 (Pro B)
Entraîneur :  Steve Cholet